# Municipio de Fresnillo
El municipio de Fresnillo (del latín Fraxinus) es uno de los 58 municipios del estado mexicano de Zacatecas. Su cabecera es la localidad de Fresnillo. El municipio es el de mayor importancia económica y el de mayor población en el estado y está localizado en el centro de este a 60 km al norte de la capital.

## Historia
Ciudad perteneciente al Estado de Zacatecas, México. Es la segunda más importante después de la capital del estado. Fue fundada por Francisco de Ibarra. La ciudad es centro de un área minera conocida principalmente por su producción de plata. Su mina es una de las de mayor producción en el mundo de la plata, la mina Proaño o la mina de Fresnillo, que pertenece a la compañía minera Fresnillo plc.
Es el lugar del famoso Santo Niño de Atocha una imagen romana comprada por México a España.
Antecedentes prehispánicos
Existen pruebas de que en el lugar donde ahora se ubica el municipio de Fresnillo ha existido presencia del hombre desde hace miles de años. Prueba de lo anterior son los depósitos de huesos de mamuts en la Zona de Santa Anita y El Pardillo.
Asimismo, los ejemplares líticos, puntas de flecha, localizadas en terrenos de la región de Urite, y que según estudios las ubican en 10 mil años a. C.; otros en 3 mil años a. C. y otros de la época de la Colonia.
Existen huellas de asentamientos humanos temeporales cerca del cerro de Chilitos, donde se han encontrado puntas de flecha con sus raspadores, cerámica y semillas de cereales, principalmente de maíz, que se pueden ubicar en épocas anteriores la llegada de los españoles.
Otra prueba son las pinturas rupestres en la Cañada de Linares, las cuales fueron ubicadas por las pruebas en el milenio 10, antes de nuestra era.
Con esta información, se deduce que el paraje donde se asienta Fresnillo era continuamente visitado por grupos de tribus nómadas que hacían sus recorridos en busca de caza: guachichiles, zacatecos, pimes, irritilas, apaches, comanches, mismos que permanecían un tiempo en un lugar y continuaban su recorrido hacia otras tierras. Preferían los lugares donde había agua, y en la zona había embalses naturales y corrientes de agua.
Antecedentes Coloniales
En 1551 o 1552, Diego Fernández de Proaño, durante una de las incursiones que hizo en la región buscando nuevas minas, llega al lugar ahora conocido como «Cerro de Proaño», donde descubre, a flor de tierra. evidencias de mineral. Según algunas versiones, no se detuvo más tiempo a explorar la riqueza que contenía este cerro porque tenía como objetivo «la búsqueda de un enorme cerro, todo de metal (no menciona qué tipo de metal) mismo que al decir de los naturales, se encontraba al viento norte, tierra adentro». Sólo se concretó a bautizar al cerro con su segundo apellido. Dos días después continuó su viaje hacia el norte.
A su regreso a Zacatecas reportó al virrey su hallazgo, pero aparentemente no hubo mucho interés por el descubrimiento. El «Cerro de Proaño» queda en el olvido durante años. Solamente se toma como punto de referencia por parte de las subsecuentes expediciones.
Francisco de Ibarra, recién llegado de España, originario de la provincia de Guipúzcoa, sobrino de Diego de Ibarra, yerno del virrey Luis de Velasco, entró como paje en la corte de este cuando tenía 14 años (1553). Al siguiente año, su tío, Diego, lo mandó a Zacatecas con las intenciones de que explorara. Pese a su corta edad y confiando en el apoyo de otros españoles experimentados con quienes su tío llevaba amistad, organiza una expedición para explorar las tierras del norte. Le envían los suficientes recursos y pone al frente de ese grupo al joven Francisco de Ibarra, que ya entonces contaba con 15 años de edad, pero que estaba asesorado por el experimentado descubridor de Zacatecas, Juan de Tolosa.
Salieron de Zacatecas el 1 de septiembre de 1554 y llegaron al lugar donde ahora se asienta Fresnillo al día siguiente, después de recorrer aproximadamente 60 kilómetros. En el lugar había un ojo de agua a la orilla de una Laguna, en cuyas márgenes crecía un pequeño fresno, por lo que Francisco de Ibarra lo bautizó como «Ojo de aguas del fresnillo».
Acompañaban la expedición de De Ibarra: Juan de Tolosa (maestre de campo y primer lugarteniente), Pedro de Hermosillo, Miguel de Castro, Martín de Careaga, Pedro López del Perú, Miguel Ruiz Giral, Martín de Rentería, Juan de García, Domingo de Villabono, Fray Gerónimo de Mendoza (sobrino de Antonio de Mendoza, primer virrey de Nueva España).
Traían armas, caballos, ganado y 62 mulas cargadas con víveres y municiones, así como un número no determinado de esclavos negros e indios. La expedición permaneció algunos días en este lugar y estuvieron haciendo algunas exploraciones en el «Cerro de Proaño». La intención de Francisco de Ibarra era fundar un pueblo en este lugar, por lo que, al saber que fray Jerónimo de Mendoza decide quedarse un tiempo más aquí para ampliar sus investigaciones acerca de unos yacimientos salinos que existían en lugares cercanos al ojo de aguas del Fresnillo, deja a algunos indígenas con este fin.
Parte luego el grueso de la expedición rumbo al norte, hasta que llegaron al «Río Grande» (Aguanaval), el cual cruzaron con dificultad para luego dirigirse con rumbo a Saín. No existen antecedentes acerca de más actividades en el lugar. Sin duda, fray Jerónimo de Mendoza permanece unos días y se retira con su grupo a las Salinas, y vuelve a quedar abandonado este paraje.
Los primeros pobladores
El lugar siguió conociéndose como «El ojo de aguas del fresnillo». Era utilizado como punto de descanso por los expedicionarios y viajeros, que hacían uso del Camino Real a las Minas de San Martín y Sombrerete.
El día 8 de octubre del año de 1566 llegan al lugar que ahora conocemos como Plateros, un grupo de mineros que venían de Zacatecas en busca del «Cerro del Peñol». Después de algunos días de búsqueda, y ante la imposibilidad de localizarlo, deciden pernoctar en las lomas de ese lugar. Por la mañana, tal vez por la costumbre, empezaron a explorar en los alrededores, y con sorpresa encontraron a flor de tierra piedras mineralizadas, por lo que deciden quedarse a trabajar en ese lugar, bautizando el sitio como San Demetrio. Los mineros eran: Antonio del Valle, Pedro de Medina, Diego del Castillo y Juan Rollón.
Presidencia e Iglesia de la Purificación
Tras el descubrimiento de las Minas de San Demetrio vinieron más mineros de Zacatecas a buscar fortuna. El 24 de noviembre del mismo año, exploran el «Cerro de Proaño». Llegan ese mismo día al «Ojo de aguas del fresnillo», el día de Santa Catalina, Jacome Shafin (Chipriota), Alonso González (Portugués) Pablo Torres (Castellano). Pocas semanas después llegan Pedro Gaytán, Gaspar de Espinoza, Francisco de Ocampo, Gómez de Gesto y Alonso Tabuyo. Posteriormente, a principios de 1567 llegaron Alonso de Alarcón, Gaspar Manso, Juan Huidrobo, Francisco Ruiz, Juan de Landeras y Antonio Valdenebro.
Todos ellos, con su personal de trabajo (esclavos e indios), establecieron un poblado en este mismo lugar, el cual a partir de ese momento y hasta la fecha, ha tenido vida.

## Geografía física
El municipio se ubica entre las coordenedas: 23.o, 36' y 22.o,  49' para latitud norte, y en latitud oeste, está entre 102.o, 29' y 103.o, 31'.
El municipio de Fresnillo se encuentra localizado en el centro del Estado de Zacatecas. Cuenta con una extensión de 4,947 km² lo cual representa el 6,6 % de la superficie del Estado. Fresnillo colinda al norte con los Municipios de Sain Alto, Río Grande y Cañitas de Felipe Pescador, al este con Villa de Cos, Pánuco, Calera y General Enrique Estrada, al sur con Gral. Enrique Estrada, Calera, Jerez y Valparaíso y al oeste con Valparaíso, Sombrerete y Saín Alto.

### Orografía
El municipio cuenta con sierras y valles comprendidos en parte de la Sierra Madre, así como sierras con mesetas, lomeríos con bajadas, mesetas, mesetas con cañadas, llanuras y valles, y en la Mesa del Centro, que comprende Llanuras y Sierras que comparte Zacatecas con el estado de San Luis Potosí, Lomeríos con Bajadas, Mesetas y Llanuras.
Las principales serranías de la región son la sierra de Chapultepec (2920 m s.n.m.) y la sierra de Fresnillo (2850 m s. n. m.). Algunos cerros prominentes en el municipio son La Tinaja 2250 m s.n.m., La Hormiga 2310 m s.n.m., cerro Grande 2420 m s.n.m., El Cacalote 2510 m s. n. m., Morones 2620 m s.n.m., Tres Piedras 2790 m s.n.m., mientras que en la sierra de Fresnillo hay cerros sin nombre que llegan a los 2850 m s. n. m.

### Clima
Predomina el clima templado regular, semiseco en un 91.72 % en su territorio, y templado subhúmedo con lluvias en verano, y de menor humedad en el 8.28 % del municipio. La última nevada se registró entre el 8 y 9 de marzo de 2016.
Las temperaturas promedio en el municipio son: primavera, 19 °C; verano, 20 °C; otoño, 15 °C, e invierno, 10 °C.
Recientemente la temperatura en invierno ha alcanzado temperaturas récord en cuanto al frío, llegando hasta -10 °C entre el 2016 y 2017, así como -8 °C en pleno otoño del 2018 y algunas veces acompañado con precipitación de aguanieve.
| Parámetros climáticos promedio de Fresnillo, Zacatecas (2201 msnm) normales 1991–2020 | Parámetros climáticos promedio de Fresnillo, Zacatecas (2201 msnm) normales 1991–2020 | Parámetros climáticos promedio de Fresnillo, Zacatecas (2201 msnm) normales 1991–2020 | Parámetros climáticos promedio de Fresnillo, Zacatecas (2201 msnm) normales 1991–2020 | Parámetros climáticos promedio de Fresnillo, Zacatecas (2201 msnm) normales 1991–2020 | Parámetros climáticos promedio de Fresnillo, Zacatecas (2201 msnm) normales 1991–2020 | Parámetros climáticos promedio de Fresnillo, Zacatecas (2201 msnm) normales 1991–2020 | Parámetros climáticos promedio de Fresnillo, Zacatecas (2201 msnm) normales 1991–2020 | Parámetros climáticos promedio de Fresnillo, Zacatecas (2201 msnm) normales 1991–2020 | Parámetros climáticos promedio de Fresnillo, Zacatecas (2201 msnm) normales 1991–2020 | Parámetros climáticos promedio de Fresnillo, Zacatecas (2201 msnm) normales 1991–2020 | Parámetros climáticos promedio de Fresnillo, Zacatecas (2201 msnm) normales 1991–2020 | Parámetros climáticos promedio de Fresnillo, Zacatecas (2201 msnm) normales 1991–2020 | Parámetros climáticos promedio de Fresnillo, Zacatecas (2201 msnm) normales 1991–2020 |
| Mes                                                                                   | Ene.                                                                                  | Feb.                                                                                  | Mar.                                                                                  | Abr.                                                                                  | May.                                                                                  | Jun.                                                                                  | Jul.                                                                                  | Ago.                                                                                  | Sep.                                                                                  | Oct.                                                                                  | Nov.                                                                                  | Dic.                                                                                  | Anual                                                                                 |
| ------------------------------------------------------------------------------------- | ------------------------------------------------------------------------------------- | ------------------------------------------------------------------------------------- | ------------------------------------------------------------------------------------- | ------------------------------------------------------------------------------------- | ------------------------------------------------------------------------------------- | ------------------------------------------------------------------------------------- | ------------------------------------------------------------------------------------- | ------------------------------------------------------------------------------------- | ------------------------------------------------------------------------------------- | ------------------------------------------------------------------------------------- | ------------------------------------------------------------------------------------- | ------------------------------------------------------------------------------------- | ------------------------------------------------------------------------------------- |
| Temp. máx. abs. (°C)                                                                  | 29                                                                                    | 31                                                                                    | 31.5                                                                                  | 33.5                                                                                  | 36                                                                                    | 36                                                                                    | 33                                                                                    | 33                                                                                    | 32                                                                                    | 30.5                                                                                  | 29                                                                                    | 27.5                                                                                  | 36                                                                                    |
| Temp. máx. media (°C)                                                                 | 19.8                                                                                  | 22.3                                                                                  | 24.6                                                                                  | 27.5                                                                                  | 29.7                                                                                  | 28.5                                                                                  | 26.2                                                                                  | 26.0                                                                                  | 24.6                                                                                  | 24.1                                                                                  | 22.2                                                                                  | 20.4                                                                                  | 24.7                                                                                  |
| Temp. media (°C)                                                                      | 11.8                                                                                  | 13.9                                                                                  | 16.0                                                                                  | 18.7                                                                                  | 21.2                                                                                  | 21.4                                                                                  | 19.9                                                                                  | 19.7                                                                                  | 18.7                                                                                  | 17.1                                                                                  | 14.4                                                                                  | 12.5                                                                                  | 17.1                                                                                  |
| Temp. mín. media (°C)                                                                 | 3.7                                                                                   | 5.6                                                                                   | 7.3                                                                                   | 9.9                                                                                   | 12.7                                                                                  | 14.4                                                                                  | 13.6                                                                                  | 13.5                                                                                  | 12.8                                                                                  | 10.0                                                                                  | 6.6                                                                                   | 4.6                                                                                   | 9.6                                                                                   |
| Temp. mín. abs. (°C)                                                                  | -6                                                                                    | -7                                                                                    | -2                                                                                    | 0                                                                                     | 5.5                                                                                   | 8.5                                                                                   | 8                                                                                     | 8.5                                                                                   | 6                                                                                     | 1                                                                                     | -5                                                                                    | -10.5                                                                                 | -10.5                                                                                 |
| Precipitación total (mm)                                                              | 14.5                                                                                  | 13.3                                                                                  | 4.5                                                                                   | 3.2                                                                                   | 11.8                                                                                  | 79.5                                                                                  | 85.7                                                                                  | 91.6                                                                                  | 82.8                                                                                  | 39.2                                                                                  | 13.4                                                                                  | 10.7                                                                                  | 450.2                                                                                 |
| Fuente: Servicio Meteorológico Nacional                                               |                                                                                       |                                                                                       |                                                                                       |                                                                                       |                                                                                       |                                                                                       |                                                                                       |                                                                                       |                                                                                       |                                                                                       |                                                                                       |                                                                                       |                                                                                       |

### Hidrografía
Las principales corrientes de agua del municipio son el Río Aguanaval, así como los arroyos de Cabrales, Chiquito, San Francisco, El Águila, Ábrego, Las Hermanas, Los Morones, Plateros, Prieto, presa de Linares, El Refugio-Guadalupe, Buenavista, Las Tortuguillas, Paso de Arena y Cerro Blanco. La mayoría en la actualidad se encuentran secos en el recorrido posterior a embalses y presas.
Los principales cuerpos de agua son: presa Gobernador Leobardo Reynoso, presa Santa Rosa y laguna de Santa Ana.

## Demografía
Fresnillo tiene un alto índice de expulsión de zacatecanos hacia otras entidades del país, y, principalmente, a Estados Unidos. Esto queda demostrado comparando los datos correspondientes al crecimiento poblacional entre los censos de 1990 y 2000. Según Informes del INEGI, en 1990 se reportaba una población del municipio de 160,181, mientras que en el año 2000 acreditan 183,236 habitantes. Ello significa que solamente creció en poco más de 23,000 habitantes en todo el municipio.

### Religión
Aproximadamente 95 % de los habitantes del municipio de Fresnillo practican el catolicismo. El resto, se afilió a evangélicos, protestantes, mormones (santos de los últimos días), adventistas, y pentecostales, entre otras creencias testigos de Jehová.

### Grupos étnicos
En el municipio habitan temporalmente grupos no numerosos de indígenas huicholes y coras, que permanecen por algún tiempo en este lugar como escala en su viaje a sus tierras sagradas (ubicadas en el Estado de San Luis Potosí) y otros grupos de la misma etnia que viven permanentemente en la comunidad de Plateros, dedicados a la fabricación y venta de sus artesanías para los numerosos turistas religiosos que acuden a ese lugar.

### Principales poblaciones
Además de la cabecera municipal, Fresnillo cuenta con 543 localidades dispersas en sus 4947 km² de territorio, algunas son comunidades urbanas que superan en población a varios municipios del Estado. Los principales centros poblacionales del municipio según el censo de 2020 son:
| Localidad                                  | Población |
| Total Municipio                            | 240 532   |
| Fresnillo                                  | 143 281   |
| Plateros                                   | 6 055     |
| San José de Lourdes                        | 5 786     |
| Lázaro Cárdenas (Rancho Grande)            | 4 111     |
| Miguel Hidalgo (Hidalgo)                   | 4 056     |
| Estación San José                          | 4 010     |
| Río Florido                                | 3 981     |
| Seis de Enero                              | 2 766     |
| El Salto                                   | 2 347     |
| Colonia Montemariana (Colonia Mariana)     | 2 169     |
| Rafael Yáñez Sosa (El Mezquite)            | 1 972     |
| El Pardillo Tercero                        | 1 879     |
| Las Catarinas                              | 1 785     |
| Buenavista de Trujillo                     | 1 739     |
| Altamira                                   | 1 501     |
| Santiaguillo                               | 1 470     |
| Chichimequillas                            | 1 449     |
| Tapias de Santa Cruz (Pedro Ruíz González) | 1 387     |
| José María Morelos                         | 1 202     |
| Carrillo                                   | 1 151     |
| El Baluarte                                | 1 143     |
| Colonia Plenitud                           | 1 089     |
| Fraccionamiento San Felipe                 | 1 006     |

Valdecañas, junto con Saucito del Poleo, Linares, La Luz, Purísima del Maguey,  Laguna Seca, Los Ángeles, San Isidro,  Chilitos, Sosa, y Rivera, son comunidades más pequeñas y cercanas a la cabecera municipal. Particularme, en Saucito del Poleo se encuentra una importante planta de explotación minera de Fresnillo plc.

## Economía
El municipio de Fresnillo es el de mayor importancia económica del estado debido a su alta producción minera, y a su actividad comercial.

### Minería

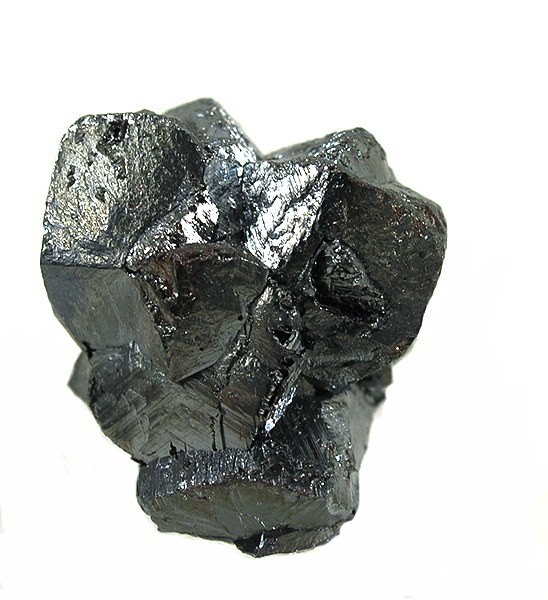
Pirargirita de la Mina de Fresnillo.

Alta producción de plata. Los yacimientos minerales de plata, plomo, cobre y zinc que existen en el territorio, han sido la base para el establecimiento de las algunas de las principales poblaciones, como lo son la cabecera municipal y Plateros. La mina de plata, operada por Fresnillo plc en las inmediaciones de la Ciudad de Fresnillo, es la de mayor producción de plata del planeta.

### Industria
La Ciudad de Fresnillo cuenta con un parque industrial en desarrollo, donde ya se han instalado maquiladoras de calzado, lencería, bombas de combustible y artículos para envases. Fuera del parque industrial existen también plantas fabricantes de arneces para automóviles de la compañía APTIV, una pasteurizadora de leche, una planta vinícola, una vitinícola, empacadora de carnes, un rastro Tipo Inspección Federal y deshidratadoras de chile.

### Comercio
La rama comercial de Fresnillo, es la más importante del Estado de Zacatecas. El Comercio de Fresnillo desde hace muchos años se ha distinguido por la gran variedad de artículos y productos que ofrece, lo que lo ha convertido en un polo comercial al que acuden continuamente compradores de toda la región, inclusive de municipios aledaños, ya que sus comercios ofrecen todo lo necesario, como ropa, calzado, muebles, alimentos, ferretería, materiales para construcción, papelerías, maquinaria agrícola, productos agropecuarios y agencias automotrices.

### Agricultura

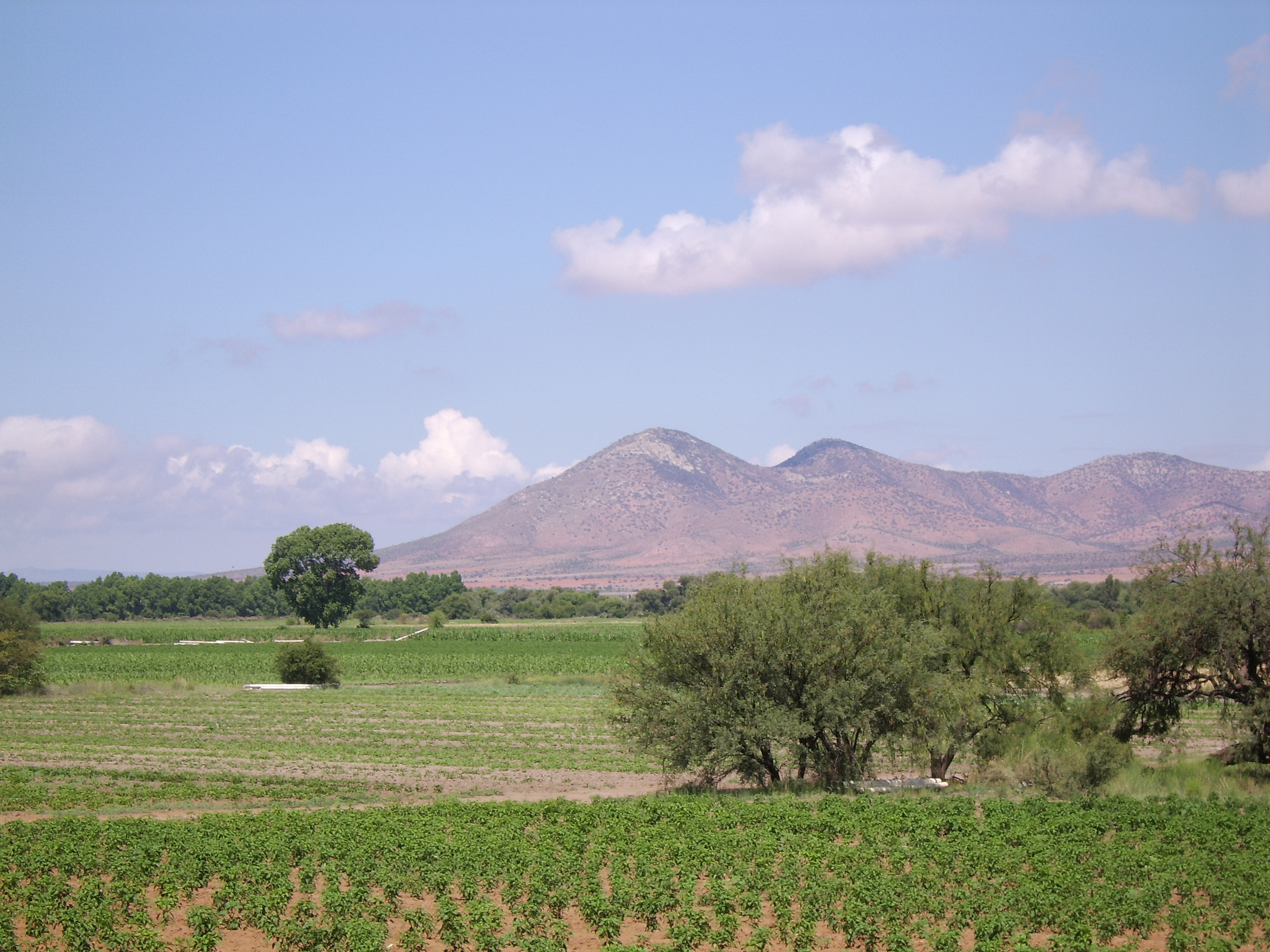
Agricultura en Fresnillo, Zacatecas

La superficie sembrada durante el 2000 fue de 152,491 hectáreas, los cultivos principales fueron de: frijol, trigo, maíz, chile seco, avena forrajera, cebada, algunas hortalizas como zanahoria, papa, cebolla, tomate, rábano, ajo y chile verde. Entre los cultivos perennes tenemos el durazno, vid, manzana y alfalfa de la cual su superficie sembrada es de 4,548 hectáreas.

### Ganadería
El municipio tiene una larga historia y tradición en la producción ganadera desde la época colonial. Predomina la ganadería de tipo extensiva (libre pastoreo), de ganado vacuno.

### Turismo religioso
A 5 kilómetros, al noreste de la Ciudad de Fresnillo en la comunidad urbana de Plateros, se ubica el tercer centro religioso de México, el Santuario de Plateros, donde se venera Santo Niño de Atocha. Santuario visitado diariamente por cientos de personas de todo el país, sobre todo del centro y norte, y desde el suroeste de los Estados Unidos. 
La actividad económica principal de esta comunidad es el turismo religioso y se estima que un 90 % de los platerences están involucrados en el comercio de manera directa o indirecta, lo que deja a este lugar con una importante derrama económica en el municipio.

## Vías de comunicación

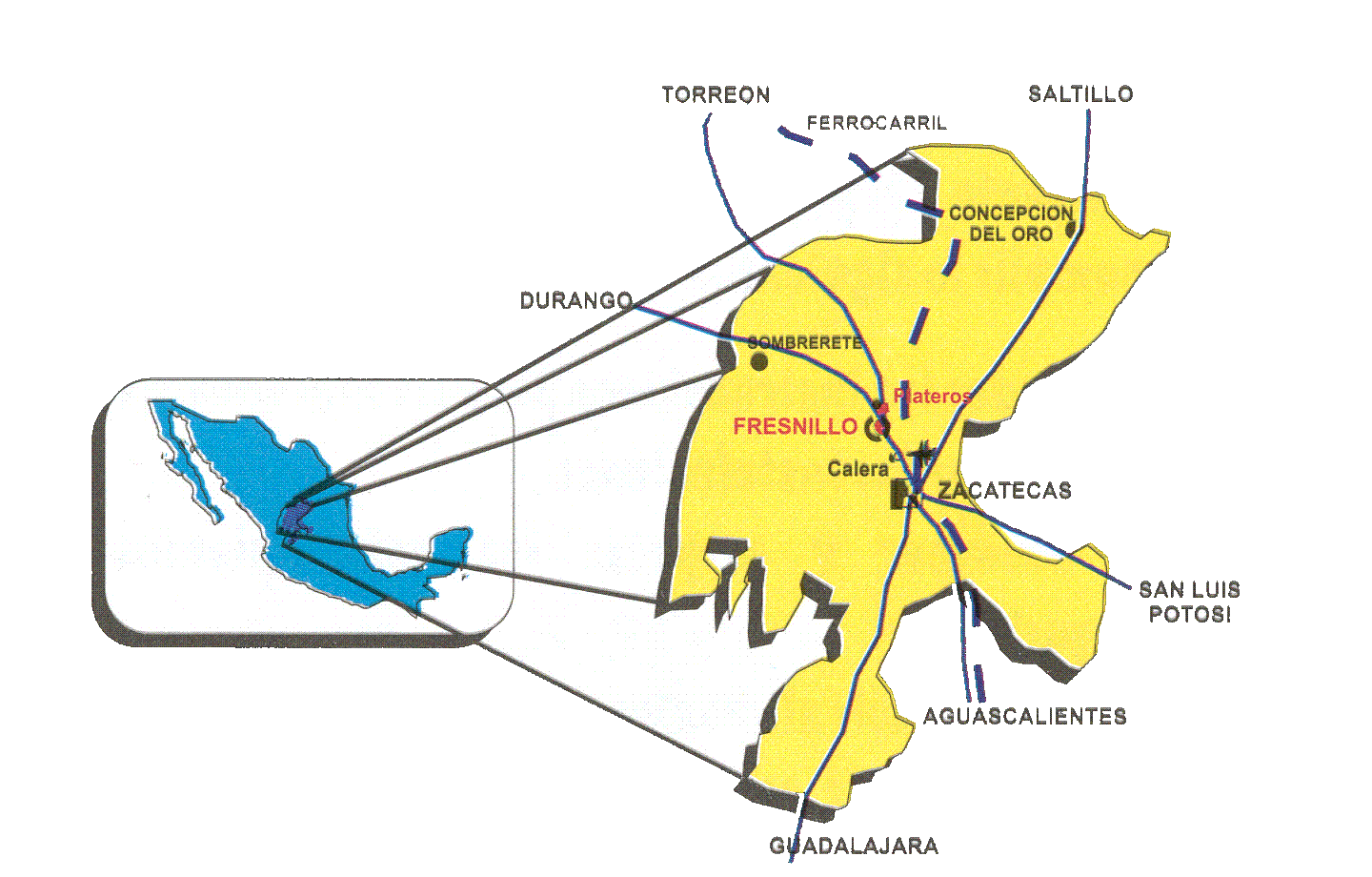
Principales vías de comunicación que cruzan Fresnillo

El municipio está perfectamente comunicado desde cualquier parte de la República Mexicana; la cabecera municipal se comunica por carreteras: al norte con las ciudades de Durango, Torreón, Saltillo y Monterrey; al sur con las ciudades de Zacatecas como Valparaíso, San Luis Potosí, Querétaro y Aguascalientes; al poniente con Jalisco y Nayarit.
Por ferrocarril se comunica con la vía nacional México-Ciudad Juárez, actualmente solo en servicio de carga, la estación ferroviaria de San José se encuentra a 7 km al oriente de la Ciudad de Fresnillo por carretera estatal, en la comunidad conocida como estación San José.
El Aeropuerto Internacional de Zacatecas que se encuentra a 33 km hacia el sur de Ciudad de Fresnillo, en el municipio de Morelos, cuenta con vuelos a la Ciudad de México, Tijuana, Ciudad Juárez, Guadalajara, León, Aguascalientes y Morelia, así como diferentes destinos de Estados Unidos.
El municipio cuenta una red creciente de más 834.8 km de carreteras pavimentadas, de los cuales 175 km son de carretera troncal o primaria y 131.1 km son de tipo estatal o alimentadas (tiene como propósito servir de acceso a las carreteras principales); además cuenta con 528.7 km de caminos vecinales o rurales, lo que también denota que del municipio, el 61 % está comunicado por carreteras revestidas y el 38.8 % por tercerías, brechas o caminos.
La cabecera municipal tiene dos centrales camioneras, la Central Foránea de Oriente, que brinda servicios de primera línea nacional, con una línea de enlace internacional a Estados Unidos y a su frontera, y además, brinda servicios a zonas suburbanas y rurales. La central de Autobuses Poniente brinda servicios principalmente a las comunidades del municipio.
Instituciones educativas media y media superior y universitaria
Media superior
- Centro de Bachillerato Tecnológico Industrial y de Servicios (CBTIS)
- Unidad Académica Preparatoria 3 UAZ
- Colegio de Educación Profesional Técnica en el Estado de Zacatecas "Plantel Fresnillo" (CONALEP)
- Cecytez
- Preparatoria y Academia Comercial Remington
- Liceo Universitario Guadalupe
- Preparatoria UAF
- Instituto de Educación Monreal Sandoval

Superior
- Instituto Tecnológico Superior de Fresnillo
- Universidad Politécnica de Zacatecas
- Universidad Autónoma de Zacatecas
- Universidad Autónoma de Fresnillo
- Universidad Sierra Madre Campus Fresnillo
- UNID Campus Fresnillo
- Campus Fresnillo de la Universidad Autónoma de Durango

## Política

### Presidentes municipales
| Presidente municipal | Presidente municipal              | Periodo     | Partido | Elección  |
| -------------------- | --------------------------------- | ----------- | ------- | --------- |
|                      | José Eulogio Bonilla Mendoza      | 1979 – 1982 |         | 1979      |
|                      | Luis Antonio McCormick Hornedo    | 1982 – 1985 |         | 1982      |
|                      | Rosa María Ortiz de Castañeda     | 1985        |         | —         |
|                      | José Chávez Sánchez               | 1985 – 1988 |         | 1985      |
|                      | Adolfo Yáñez Rodríguez            | 1988 – 1992 |         | 1988      |
|                      | Herón Rojas Sánchez               | 1992 – 1995 |         | 1992      |
|                      | Crescencio Herrera                | 1995 – 1998 |         | 1995      |
|                      | José Chávez Sánchez               | 1998 – 2001 |         | 1998      |
|                      | Gonzalo Ledesma Bretado           | 2001 – 2004 |         | 2001      |
|                      | Rodolfo Monreal Ávila             | 2004 – 2007 |         | 2004      |
|                      | David Monreal Ávila               | 2007 – 2010 |         | 2007      |
|                      | Juan García Páez                  | 2010 – 2013 |         | 2010      |
|                      | Benjamín Medrano Quezada          | 2013 – 2014 |         | 2013      |
|                      | Gilberto Eduardo Dévora Hernández | 2014 – 2016 |         | —         |
|                      | José Haro de la Torre             | 2016 – 2018 |         | 2016      |
|                      | Saúl Monreal Ávila                | 2018 – 2021 |         | 2018      |
|                      | Martín Álvarez Casio              | 2021 – 2021 |         | Sustituto |
|                      | Saúl Monreal Ávila                | 2021 – 2024 |         | 2021      |
|                      | Rita Rocío Quiñones de Luna       | 2024        |         | Sustituto |
|                      | Javier Torres Rodríguez           | 2024 – 2027 |         | 2024      |